# Yeniceoba (plaats)
Yeniceoba (Koerdisch: Încow) is een gemeente in de provincie Konya in Turkije. De gemeente behoort tot de districten Cihanbeyli.
De bevolking bedroeg eind 2014 ongeveer 6216 inwoners. In de gemeente zijn er acht dorpen: Tol, Tekmezar, Karayusuf, Güzelyayla, Çelikler, Büyükkartal, Küçükkartal en Kepir.
De bevolkingsontwikkeling van de stad is weergegeven in onderstaande tabel.
| 2000  | 2007  | 2010  | 2011  | 2012  |
| ----- | ----- | ----- | ----- | ----- |
| 9.174 | 7.863 | 7.855 | 7.301 | 6.872 |